# طبقه حاکم (فیلم)
«طبقه حاکم» (انگلیسی: The Ruling Class) فیلمی در ژانر کمدی به کارگردانی پیتر مداک است که در سال ۱۹۷۲ منتشر شد.

## بازیگران
- پیتر اوتول
- الستر سیم
- آرتور لووی
- کورال براون
- یانگ گرین
- کی والش
- گراهام کراودن